# Портман, Эдвард, 9-й виконт Портман
Эдвард Генри Беркли Портман, 9-й виконт Портман (англ. Edward Henry Berkeley Portman, 9th Viscount Portman; 22 апреля 1934 — 2 мая 1999) — британский пэр.

## Биография
Родился 22 апреля 1934 года. Старший сын достопочтенного Майкла Беркли Портмана (1906—1959) и внук Джеральда Беркил Портмана, 7-го виконта Портмана (1875—1948). Его матерью была Мадлен Джун Чарльз (? — 1947), дочь Дэвида Чарльза и первая жена Майкла Беркли Портмана.
Он получил образование в школе Кэнфорд, Уимборн, Дорсет, и в Королевском сельскохозяйственном колледже, Сайренсестер, Глостершир, Англия.
3 ноября 1967 года после смерти своего дяди, Джеральда Уильяма Беркли Портмана, 8-го виконта Портмана (1903—1967), Эдвард Портман унаследовал титулы 9-го виконта Портмана из Брайанстона в графстве Дорсет и 9-го барона Портмана из Орчард-Портмана в графстве Сомерсет, став членом Палаты лордов Великобритании.
Эдвард Портман утверждал, что Арнольд Гудман, барон Гудман, украл средства на сумму 10 миллионов фунтов стерлингов из фонда своей семьи за 30-летний период и сделал пожертвования Лейбористской партии. Портман начал судебное разбирательство для возмещения, но иск так и не был подтвержден, а исследование биографа Гудмана пришло к выводу, что он не имеет под собой никаких оснований.

## Браки и дети
Эдвард Портман был дважды женат. 26 сентября 1956 года он женился на Розмари Джой Фаррис, дочери Чарльза Фарриса. У них было двое детей:
- Кристофер Эдвард Беркли Портман, 10-й виконт Портман (род. 30 июля 1958), в 1983 году он женился на Кэролайн Стинсон, от брака с которой у него был один сын. Супруги развелись в 1987 году. В том же 1987 году он женился вторым браком на Патрисии Пимс, от брака с которой у него было двое сыновей.
- Достопочтенная Клэр Элизабет Портман (род. 1 октября 1959)[5] , в 1983 году она вышла замуж за Энтони Генри Робинсона, от брака с которым она имела троих сыновей.

Они развелись в 1965 году, и виконт Портман 31 марта 1966 года вторично женился на Пенелопе Энн Аллин, дочери Тревора Роберта Уильяма Аллина. У супругов было четверо сыновей:
- Достопочтенный Александр Майкл Беркли Портман (род. 19 августа 1967), он женился на Эмме Морган в 1992 году. У них двое сыновей.
- Достопочтенный Джастин Тревор Беркли Портман (род. 23 февраля 1969) женился на российской модели Наталье Водяновой в ноябре 2001 года, они развелись в 2010 году. У них трое детей. Он снова женился на Морган Снайдер в июне 2019 года. У них двое детей.
- Достопочтенный Пирс Ричард Беркли Портман (род. 30 мая 1971), в 1995 году он женился на Александре Томпсон, они развелись в 2001 году. У них есть дочь. Он снова женился на Трейси Брауэр в 2004 году. У них есть сын.
- Достопочтенный Мэтью Джеральд Беркли Портман (род. 12 августа 1973), случайно убит 9 сентября 1990 года[6].

Виконт Портман скончался 5 мая 1999 года в возрасте 65 лет, и титул виконта унаследовал его старший сын от первого брака, Кристофер.